# Rôle des médias dans le génocide des Tutsi au Rwanda
 (décembre 2018).
 (août 2020).
Le traitement du génocide des Tutsi au Rwanda par les médias est critiqué.

## Contexte
Le génocide des Tutsi au Rwanda se déroule en avril 1994. Le génocide est perpétré par les Hutus, alors au pouvoir, contre les Tutsis.
À la suite de l’explosion par missile de l’avion qui ramène le dirigeant Habyarimana chez lui, des tueries de masse se déclenchent au Rwanda. Près de 10 000 Tutsis sont abattus à coup de machettes et tirs de fusils par jour.
Question politique ou étincelle de trop dans un feu de haine tribale déjà bien alimenté, les chercheurs ne sont pas unanimes sur le sujet.
Dans tous les cas, ils sont d'accord pour dire que la communication a joué un rôle crucial. D’abord, à travers la presse écrite, mais encore plus au travers de la radio devenue durant ce génocide une réelle arme une guerre.
L'utilisation des médias est l'une des caractéristiques de la conduite du génocide des Tutsi au Rwanda. La célèbre Radio des mille collines et le journal Kangura ont été des outils déterminants dans la réussite du génocide,. Cet aspect a donné au génocide conduit par le Hutu Power un caractère particulièrement moderne, malgré les armes utilisées dans les massacres.

## Influence des médias

### Avant le génocide

#### Au Rwanda
Avant le génocide, des médias rwandais extrémistes ont diffusé des clichés racistes sur les Tutsis. La médiatisation du génocide va renforcer les distinctions tribales ancrées dans le pays. Le premier, local, affecta principalement la population et les élites locales, et le second, international, affecta les pays occidentaux ayant une influence extranationale.
Vers la fin des années 1980, le dirigeant au pouvoir Juvénal Habyarimana, et son parti, le Mouvement révolutionnaire national pour le développement (MRND) voient leur cote de popularité descendre nettement, après vingt ans au pouvoir. Étant lui-même Hutu, l’opposition de la population n’avait pas de liens réels avec son ethnie. Celle-ci coïncide avec près de 90 % de la population. Cela tenait plutôt à la monopolisation du pouvoir dans les mains d’un seul groupe, le MRND.
En 1990, au nom d’une volonté de retour au pays, le Front patriotique rwandais (FPR), dominé par des Tutsis, attaque le Rwanda. Le dirigeant l'utilise comme un outil pour ramener la cohésion sociale entre les Hutus en s’opposant aux Tutsis. Il maintient un état uni-partite durant cette période. Les médias locaux et nationaux deviennent des canaux de propagande pour le parti d’Habyarimana. Présents dans l’ensemble de la population, les médias (et surtout la radio) sont utilisés comme instrument principal de transmission d’informations.
Dans une société traditionnelle, comme celle du Rwanda à cette époque, la majorité de la population n’avait pas accès à de longues études. La radio symbolisait en quelque sorte la voix du politicien, ou du moins, incarnait une importante autorité politique.
Après l’attaque du FPR, en 1990, les médias (aussi bien les médias officiels publics, dont Radio Rwanda, que des médias privés comme le Journal Kangura) ont commencé à diffuser du contenu haineux.
En 1993, lorsque les Accords d’Arusha sont signés pour mettre fin aux hostilités entre le FPR et le gouvernement d’Habyarimana (MRND), les deux forces ne sont pas prêtes à céder et à s’unir sous une bannière de paix. Ils continuent de se préparer à une guerre potentielle, les messages haineux se multiplient et s’intensifient. À la suite des accords, l'Organisation des Nations unies crée et envoie une unité de soutien à la Paix. Elle n’arrivera qu’en décembre, trop tard pour empêcher le massacre d’avril 1994.
Le journal Kangura est l’un des deux principaux médias extrémistes rwandais qui a un impact de propagande direct sur la population. Fondé en 1990 par un journaliste rwandais associé à la tribu Bahutu du nom de Hassan Ngeze et totalisant près de 60 parutions avant la génocide, ce magazine, à visée d’abord locale, se fait connaître sur la scène internationale à cause de la publication des « dix commandements du Hutu » en décembre 1990.
Cette publication attirera l’attention de la scène internationale pour son style engagé. Le journal Kangura aura un impact sur les populations intellectuelles, (la majorité de la population rwandaise est illettrée ou minimalement lettrée). Il sera l’un des pionniers du génocide, car il sera presqu’à la base d’un langage développé pour agresser l’Autre, ici le Tutsi. Il s’agit d’un langage qui sera repris à travers les autres médias d’information, et permettra la construction d’un même message de propagande à travers les médias extrémistes génocidaires.

## La Radio des Mille Collines
L’un des médias le plus utilisé pour cette propagande a été la Radio télévision libre des Mille Collines. Fondée en 1993, à peine un an avant le génocide, c'est l’un des médias ayant eu le plus d’impact sur la population du territoire.
Se tenant éloignée de la radio officielle, Radio Rwanda, son ton plus jeune et plus officieux rend le contenu plus accessible à l’ensemble de la population et a un plus grand impact.
Une analyse de l’ensemble des diffusions par la radio tend à démontrer qu’il y avait d’abord une volonté de partager un sentiment de haine et de peur à la population Hutu dirigé vers la population Tutsi. Cette identification ethnique est un point qui, même avant le génocide, tenait une place importante dans l’histoire de la construction sociale des Rwandais, mais qui a été revue, réutilisée et exagérée par la plupart des médias d’informations, dont la RTLM.
Dans les conflits constants subis par le Rwanda au début des années 1990, la RTLM a servi d’outil politique pour diffuser les visées politiques de ses leaders.

### À l'étranger
Dans les pays signataires de la Convention pour la prévention et la répression du crime de génocide (CPRCG) de 1948, la façon dont les dirigeants internationaux ont rendu compte à travers les médias de leurs décisions a eu un effet sur la façon dont les évènements ont été couverts.
Par exemple, cette influence a donné lieu en France à un procès entre Jean-Paul Gouteux, auteur du livre Un génocide secret d'Etat et le journal Le Monde, conclu en appel après cassation en 2006. Le journal a été débouté face à la dénonciation des connivences entre son directeur et l'État français à propos du génocide au Rwanda.
Avant que ce génocide ait eu lieu, il y avait plusieurs signes qui auraient dû alerter la communauté internationale sur ce qui allait se passer au Rwanda. C’est le cas, par exemple, de la diffusion de messages raciaux dans le journal Kangura dès 1990 (JP. Chrétien)[source insuffisante]. Après cette période, certains journaux ont parlé de ce génocide, mais ils étaient accusés de prendre parti pour les Hutus au vu des différents accords entre le gouvernement et les pays. Il y a eu notamment le journal français Le Monde qui a été mis en cause, cela a même donné lieu à un procès entre Jean-Paul Gouteux et ce journal conclut en allant à la cour d'appel en 2006. De même, les journaux Le Figaro ou le Los Angeles Times n’ont pas qualifié cet événement de génocide[réf. nécessaire] : ils ne savaient pas de quelle manière le qualifier. Beaucoup d’entre eux parlaient de « massacres », « violences tribales » ou encore « guerre ethnique ». Le génocide des Tutsi au Rwanda a suscité la polémique au sein de la presse internationale. De nombreux médias ont souligné le fait que la communauté internationale n'a pas réagi face à cet événement.[réf. nécessaire]
À partir des années 2000, le monde s’est réellement rendu compte de l’ampleur de ce génocide. Des enquêtes faites par des journalistes ont été ouvertes, mais surtout des procès ont commencé à avoir lieu. Certains procès ont fait la une de plusieurs grands journaux tels que le New York Times[réf. nécessaire]. De nombreux documents médiatiques incluant des films, documentaires, reportages télévisés, articles de journaux ont essayé d’éclaircir ce qui s’est réellement passé au Rwanda.

### Pendant le génocide

#### Au Rwanda
La Radio télévision libre des Mille Collines commence sa diffusion en 1993, à la suite de la signature des Accords d’Arusha. Elle se présente comme étant une version revue et modernisée de Radio Rwanda. En diffusant non seulement des membres adhérant au parti d’Habyarimana, mais également des politiciens et personnalités différentes, elle se fait la voix du peuple. Utilisant un langage simple et clair, elle rejoint de cette façon la majorité de la population (ICTR, 2003).
Véhiculant un message anti-Arusha et portée par les mêmes visées extrémistes politiques que les membres du parti MRND et d’une des coalitions qui en découlent - Coalition for the Democratic Republic (CDR) - la radio devient un porte-voix des messages associés à ces idées. Entre la fin de 1993 et le début de 1994, la radio s’attèle à créer un environnement de peur et de crainte, poussant à la violence et à la haine. Elle se sert d’un vocabulaire spécifiquement développé pour parler des Tutsis et inventé par le journal Kangura. Des expressions comme « levons-nous comme un seul homme » parleront au peuple et l’appelleront à se défendre contre les inyenzi (les « cafards »), terme utilisé pour parler des Tutsis. En utilisant des termes comme celui-là, des noms de leaders du FPR, et d’autres synonymes qui signifient Tutsis, la radio arrivait habilement à associer combattants du FPR et Tutsis dans leur ensemble. À plusieurs reprises, la radio se servait de ses ondes pour donner des ordres et des instructions à ses auditeurs, identifiant des individus spécifiques à aller assassiner ou attaquer. Félicitant ceux qui tuaient et réprimandant ceux qui hésitaient à participer au massacre. Elle arrêtera sa diffusion le 31 juillet 1994, diffusant quelques derniers messages aux Hutus s’étant réfugié en « zone humanitaire sûre » à la suite de l’entrée sur la capitale du FPR, mettant fin au génocide, le 10 juillet 1994.

## Limite de la responsabilité des médias internationaux
Même s'il est vrai que le silence des médias occidentaux au premier mois du génocide pourrait être vu comme une indifférence, voire une complicité et expliquerait en partie l'absence de réaction de la communauté internationale, il y a quand même eu des tentatives pour alerter le monde entier avant et pendant le génocide. L'interview de Jean Carbonare en janvier 1993 prouve que le journal télévisé n'était pas assujetti au pouvoir et des critiques pouvaient exister contre la politique étrangère de la France. L'opération Noroît était un soutien militaire au gouvernement d'Habyarimana, peu médiatisé et couvert par le secret de la défense. Tout a changé à partir de la mi-mai 1994 où les médias français ont commencé à prendre conscience de l'ampleur du génocide et du rôle trouble de la France. L'interview au journal télévisé le 16 mai de Jean-Hervé Bradol, responsable de MSF, illustre ce revirement des médias,. L'opération Turquoise fin juin était une tentative du gouvernement français de reprendre la main sous la pression médiatique de plus en plus forte. Mais il était bien trop tard et les accusations de complicité envers les génocidaires qui ont pu passer la frontière avec leurs armes ont largement discrédité cette opération malgré le fait que peut-être des milliers de vies ont été sauvées.